# Eskimo Snow
Eskimo Snow è il terzo album in studio del gruppo musicale statunitense Why?, pubblicato nel 2009.

## Tracce
1. These Hands – 1:47 (Jonathan Wolf)
2. January Twenty Something – 2:24 (Jonathan Wolf)
3. Against Me – 5:12 (Jonathan Wolf)
4. Even the Good Wood Gone – 4:19 (Doug McDiarmid, Jonathan Wolf, Josiah Wolf)
5. Into the Shadows of My Embrace – 4:35 (Jonathan Wolf)
6. One Rose – 3:53 (Doug McDiarmid, Jonathan Wolf, Josiah Wolf)
7. On Rose Walk, Insomniac – 2:08 (Jonathan Wolf)
8. Berkeley by Hearseback – 3:40 (Doug McDiarmid, Matt Meldon, Jonathan Wolf, Josiah Wolf)
9. This Blackest Purse – 5:16 (Doug McDiarmid, Jonathan Wolf)
10. Eskimo Snow – 2:29 (Jonathan Wolf)